# Kirguistán en los Juegos Paralímpicos de Tokio 2020
Kirguistán estuvo representado en los Juegos Paralímpicos de Tokio 2020 por dos deportistas, un hombre y una mujer. El equipo paralímpico kirguís no obtuvo ninguna medalla en estos Juegos.